# Wilhelm Mons
Wilhelm Mons (* 26. April 1938 in Schweinfurt; † 27. Juni 2025) war ein deutscher Mathematiker, Dozent an der Hochschule Fulda und Fußballspieler des FSV Frankfurt.

## Werdegang
Wilhelm Mons war zur Fußball-Saison 1964/65 im Alter von 27 Jahren in der damaligen Regionalliga Süd – der im Jahre 1963 neugegründeten 2. Liga – sportlich aktiv und spielte für den FSV Frankfurt. Er bestritt ein Spiel gegen den damals ebenso zweitklassigen FC Bayern München, in dem er ein Tor zum 2:1-Erfolg beitrug, ehe er sich seiner naturwissenschaftlichen Weiterbildung widmete.
Seinen akademischen Werdegang begann Mons mit dem Studium der Mineralogie und der Kristallographie an den Universitäten in Würzburg und Darmstadt. Nach seiner Promotion war er wissenschaftlicher Mitarbeiter am Forschungsinstitut für Edelmetalle und Metallchemie in Schwäbisch Gmünd, woraufhin er mehrere Jahre als Lehrer an einem Gymnasium in den Fächern Chemie und Physik tätig war.
An der Fernuniversität Hagen schloss Mons zudem sein Diplom in Mathematik ab. Bis 2003 war er insgesamt 23 Jahre Bereichsleiter an der Volkshochschule des Landkreises Fulda für Schulabschlüsse und Naturwissenschaften. Seit der Pensionierung 2003 war er als Dozent für Mathematik im Fachbereich Elektro- und Informationstechnik an der Hochschule Fulda tätig.
Der promovierte Mathematiker war Leiter der Konrad-Zuse-Abteilung des Konrad-Zuse-Museums in Hünfeld, bei deren Mitgestaltung er maßgeblich beteiligt war. Geehrt wurde Mons anlässlich seines 70. Geburtstages im Jahre 2008 für sein dortiges langjähriges Engagement. Zusammen mit den Herausgebern Helmut Engel und Horst Zuse – dem Sohn von Konrad Zuse – veröffentlichte er als Autor im gleichen Jahr das Buch Konrad Zuse: Helden ohne Degen.